# Вртешка (филм)
„Вртешка” је југословенски кратки филм из 1960. године. Режирао га је Александар Петковић а сценарио је написао Никола Мајдак.

## Улоге
| Глумац             | Улога |
| ------------------ | ----- |
| Петар Лупа         |       |
| Михајло Здравковић |       |